# Andrew Airlie
Andrew Airlie (18 de septiembre de 1961) es un actor canadiense nacido en Escocia.

## Trayectoria profesional

### Televisión
Airlie ha protagonizado varias series de televisión, entre las que se cuenta Breaker High. También ha participado como actor invitado en otras tantas, tales como Monk, Smallville, Stargate SG-1 y The X-Files. Aparte de estos papeles ocasionales, ha aparecido con regularidad en otras series televisadas, en calidad de actor secundario: interpretó al Señor Oliver, padre del protagonista de la serie Reaper (la cual se emitió entre 2007 y 2009) y al Comandante de la Misión de Control Mike Goss en la serie Defying Gravity, en 2009.

### Cine
En lo que respecta al mundo del cine, cabe destacar su papel más conocido, como Michael Corman en Destino final 2. Asimismo, interpretó a Carrick Grey, el padre de Christian Grey, en las películas de Cincuenta sombras de Grey.

## Filmografía
- Fear (1996, como el abogado del personaje de William Petersen)
- Breaker High (1993)
- Los Huracanes (TV) (1993)
- The Outer Limits - Varios acreditados y papeles sin acreditar
- Beauty (1998)
- Destino final 2 (2003)
- Los 4400 (TV) (2004) - Como Brian Moore, exmarido de Lily Tyler.
- Jack (2004)
- Reaper (TV) (2007)
- Normal (2008)
- Defying Gravity (TV) (2009)
- 50/50 (2011)
- Killer Mountain (2011) Película para TV
- Un chiflado encantador (2011)
- Apollo 18 (2011)
- Fairly Legal (2012)
- Once Upon a Time (2013) - George Darling
- Cincuenta sombras de Grey (2015) - Carrick Grey
- The Romeo Section (2015) serie de TV
- The Fixer (2015) miniserie